# Mosteiro de Phugtal

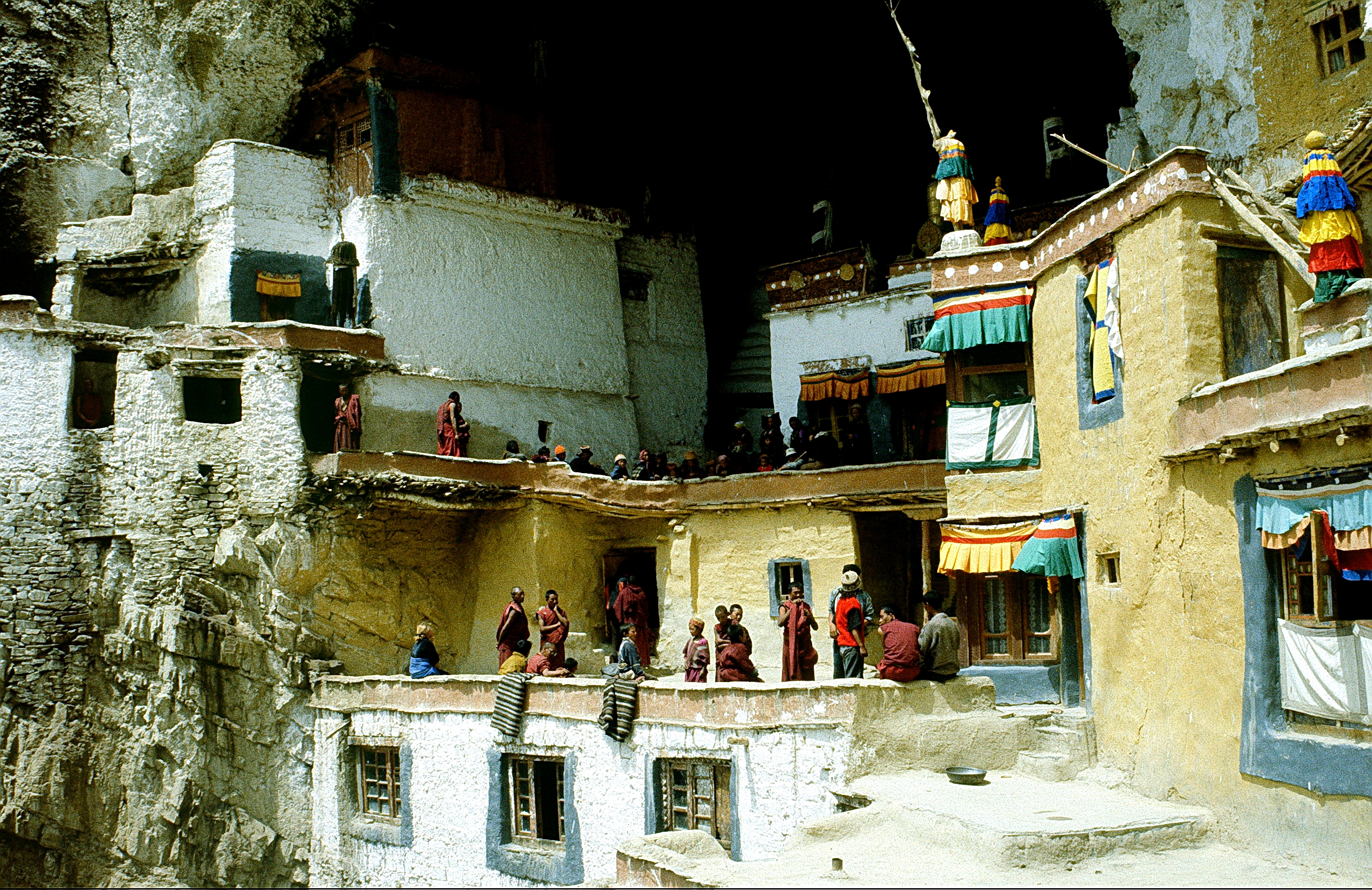
Entrada da caverna em torno da qual foi construído o mosteiro

O Mosteiro de Phugtal, Gompa de Phugtal ou Mosteiro de Phuktal é um mosteiro budista tibetano (gompa) da região de Zanskar, no Território da União do Ladaque, noroeste da Índia. Pertence à seita Gelug e foi fundado no início do século XV.

## Localização e descrição
Om mosteiro situa-se na cordilheira de Zanskar, no remoto vale do Tsarap (também chamado Lungnak, embora para muitos autores este último rio, um dos braços do rio Zanskar, só comece mais a sul, na confluência com o Kargyag), numa escarpa a cerca de 3 900 metros de altitude na garganta do rio Tsarap. O mosteiro está alcandorado como uma colmeia e é composto por um templo principal, salas de oração, uma biblioteca que contém escritos sagrados raros, aposentos residenciais, estruturas de ensino e um refeitório, além da caverna natural original, com a sua fonte sagrada. No início da década de 2010 viviam ali 70 monges.
Na margem oposta do Tsarap situa-se a aldeia de Darcha (não confundir com a homónima do vale do Bhaga, situada cerca de 65 km a sul em linha reta).Em 2016 era o único mosteiro tibetano do Ladaque ao qual só se chegava a pé. Nos meses mais quentes do ano, o mosteiro é abastecido por burros e mulas. No inverno, a única via de comunicação do mosteiro com o resto do mundo é o leito gelado do Tsarap. Está planeada a construção de uma estrada até ao mosteiro, mas em 2016 ela só ia até Dorzong (ou Dorzang), a um dia de marcha, onde chega a estrada vinda de Padum.

## Etimologia
A gompa de Phugtal é conhecida por ter sido o local onde viveram importantes estudiosos e professores budistas, que residiam na caverna em volta da qual o mosteiro foi construído. Desde há muito que é um local de descanso, retiro, meditação e aprendizagem. O nome deriva de phukthal — no dialeto zanskari da língua ladaque (uma língua tibética), phuk significa caverna e tal ou thal significa "do ócio". Outra origem do nome pode ser phukthar — thar significa "libertação". Phugtal signfica portanto, "caverna do ócio" ou caverna da libertação".

## História
O mosteiro de Phugtal foi construído em volta de uma caverna natural, que segundo a tradição teria sido visitada por numerosos sábios, académicos, tradutores e monges cerca do século VI a.C. A localização remota era ideal para monges que procuravam paz e solidão para meditar. A gompa atual foi fundada no início do século XV por Jangsem Sherap Zangpo, um discípulo de Tsongkhapa (1357–1419), do fundador da escola Gelug, uma das mais recentes e mais proeminentes escolas do budismo tibetano.
Os lendários seguidores de Buda conhecidos como os Dezasseis Arhats teriam sido dos primeiros residentes da caverna. Nas pinturas das paredes da caverna estão representados stes 16 arhats. Também se acredita que os destacados mestres e lotsawas (tradutores de textos sagrados budistas para tibetano) Padmasambhava e Phakspa Nestan Dusdan também viveram na caverna, bem como o grande líder e tradutor Marpa Lotsawa. No século XII, foi a vez do tradutor tibetano Zanskar Lotsawa Phagpa Sherab viver na e trabalhar na caverna. Os irmãos académicos Dangsong, Pun e Sum, que se acreditava terem o poder sobrenatural de voar, ensinaram Dharma em Phugtal. Quando Jangsem Sherap Zangpo chegou a Phugtal, os irmãos legaram-lhe o local sagrado e partiram. Segundo a lenda, o espiritualmente dotado Zangpo fez brotar uma fonte na caverna, uma árvore nascesse por cima da caverna e que esta aumentasse de tamanho. Depois, sob a sua orientação, o atual mosteiro foi construído em volta da caverna.
Entre 1926 e 1927, o filólogo orientalista húngaro Kőrösi Csoma Sándor (ca.  1784–1842), considerado o pai da tibetologia, viveu no mosteiro quando explorava o Ladaque, onde trabalhou no primeiro dicionário inglês-tibetano. Atualmente há uma tabuleta de pedra que recorda essa estadia.

### Cheias de 2015
Em 31 de dezembro de 2014 ocorreu um deslizamento de terra entre as aldeias de Shun e Phuktal, que causaram a formação de uma barragem natural no rio Tsarap. Esta foi detetada devido ao abaixamento do nível de água na Barragem de Nimoo Bazgo do rio Indo, várias dezenas de quilómetros a jusante. A albufeira formada pela barragem. Em maio de 2015, houve uma enchente no rio Tsarap que inundou e destruiu todo o complexo escolar do mosteiro. As autoridades do mosteiro solicitaram a ajuda do governo estadual de Jamu e Caxemira e do governo central indiano para a reconstrução da escola e reparações no mosteiro.

## Clínica, escola e apoio à população
O mosteiro mantém uma clínica de medicina tradicional tibetana que serve a população local e que conta com um amchi (médico). A clínica fornece medicamentos tradicionais (Sowa-Rigpa), muitos deles preparados no mosteiro.
A vida nas aldeias do vale do Tsarap e Lungnak gira muito em volta do mosteiro. Os monges assistem aos eventos locais mais significantes, como nascimentos, funerais e casamentos, realizando as tradicionais cerimónias de oração. Os aldeões visitam o mosteiro para fazer oferendas, consultar o amchi e participarem em festivais e eventos especiais.
Em 1993, por iniciativa de Geshe Lharampa Nagri Choszed, o mosteiro criou a Escola monástica de Phuktal, que recebe alunos da região. A educação ministrada é uma mistura de conhecimento tradicional e currículos modernos. As aulas e alojamento são completamente gratuitos; além das aulas, o mosteiro oferece alojamento, alimentação e materiais de ensino, com a ajuda de patrocinadores. Grande parte dos estudantes são crianças de famílias de agricultores do vale de Lungnak extremamente pobres e analfabetas.

## Festivais

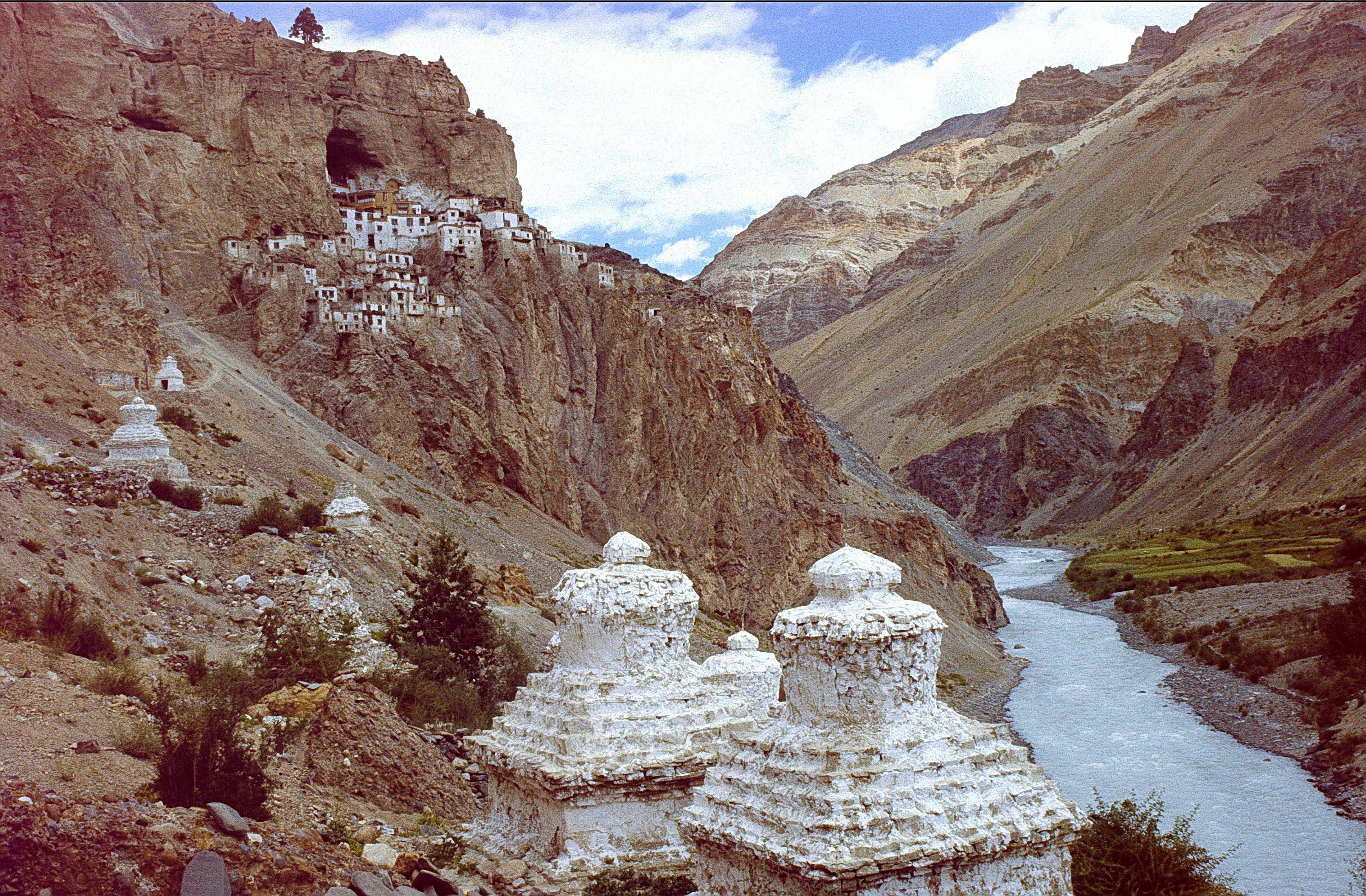
Vista do mosteiro e do vale do Tsarap

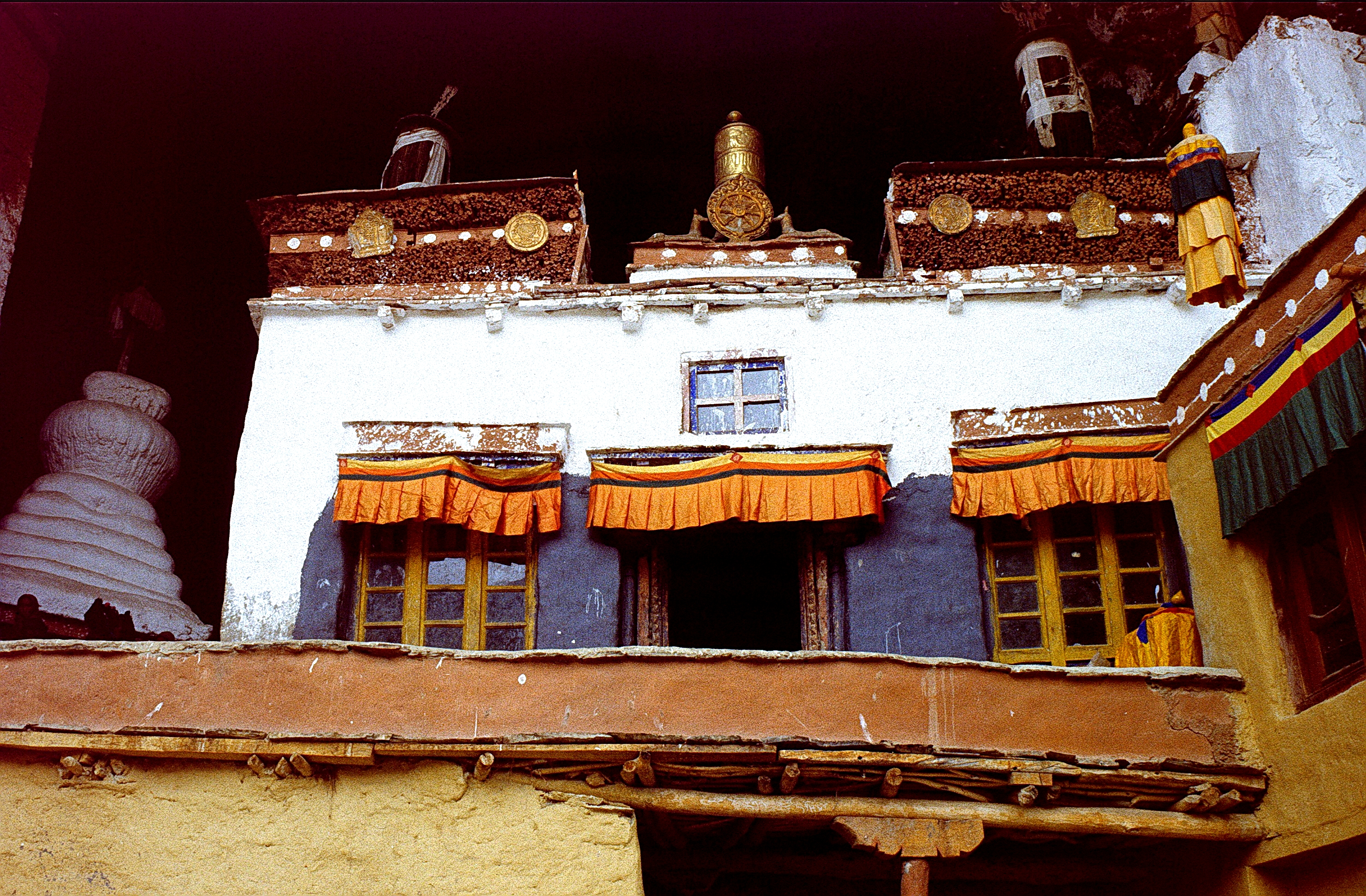
Um dos edifícios do mosteiro

As festividades tradicionais de cunho religioso são uma parte importante da vida do mosteiro. São uma ocasião para a interação dos monges com os aldeões e para estes visitarem o mosteiro. Contribuem para preservar tradições iniciadas há vários séculos e para espalharem dharma. Além disso, permitem aos monges acumularem bom carma para a próxima vida através de oferendas, adoração, orações e serviços. Os festivais anuais de Phugtal começam aproximadamente no final de fevereiro. Como se regem pelo calendário tibetano, que é lunissolar, as datas não são fixas no calendário gregoriano.
- O Smonlam Chenmo, também conhecido como Monlam Chenmo ("grande oração" em tibetano) é a celebração budista tibetana mais importante do ano, marcando o início do Ano Novo. Nesta ocasião, são realizadas cerimónias especiais pela paz no mundo e bem-estar de toda a gente. Ocorre no final de fevereiro ou início de março.
- O Chudsum Chodpa é realizado imediatamente depois do Smonlam Chenmo para adorar treze divindades especiais.
- O Chonga Chodpa é celebrado imediatamente após o Chudsum Chodpa e consiste numa cerimónia para comemorar as colheitas. Os monges criam uma torma especial (figura feita de massa de cevada e manteiga) que é adorada pelos aldeões.
- O Gyalwe Jabstan, realizado depois do Chonga Chodpa, envolve uma puja pela vida longa do Dalai Lama.
- O Jigched Lhachusum é uma cerimónia realizada entre o fim de março e o fim de maio ou início de junho.
- A Iniciação de Vajrabhairava é um festival dedicado ao culto de Vajrabhairava (ou Yamantaka), a mais colérica forma de Manjusri. Celebra-se no fim de maio ou início de junho.
- O Syungnas é uma cerimónia de jejum para a purga pessoal de todo o pecado e acumulação de bom carma. É celebrado depois de meados de junho.
- O Yarnas ou Cerimónia Varshavas é uma clebração durante a qual os monges permanecem confinados ao mosteiro e a algumas áreas nas imediações, realizando pujas diárias especiais para evitarem transformarem em bom o carma negativo acumulado devido a terem colhido plantas e matado insetos e micro-organismos. É realizado entre o fim de julho e meados de setembro. Os visitantes necessitam de obter permissões especiais do lama superior do mosteiro para poderem assistir a uma pequena parte das cerimónias.
- O Gadam Nagchod ou Cerimónia de Iluminação marca o aniversário da morte de Tsongkhapa, o fundador da seita Gelug. É realizado no início de dezembro.
- O Phukta Gutor é um dos mais importantes festivais do mosteiro de Phugtal. Assinala o fim do ano tibetano e é realizado pela paz e harmonia no mundo. Ocorre no fim de fevereiro, antes do Smonlam Chenmo, e é frequentado por numerosos zanskares e ladaques.